# Перша Одеська Церква Євангельських Християн-Баптистів
Перша Одеська Церква Євангельських Християн-Баптистів – релігійна громада євангельських християн-баптистів в Одесі; найстаріша баптистська церква міста. Налічує понад 1200 членів. Є неприбутковою організацією, матеріальне забезпечення якої здійснюється за рахунок добровільних пожертвувань. Входить до Всеукраїнського союзу церков євангельських християн-баптистів, а також до Одеського обласного об'єднання церков ЄХБ. Є спадкоємцем Одеської Церкви ЄХБ, що знаходилась по вул. Сєрова, 34.

## Історія церкви

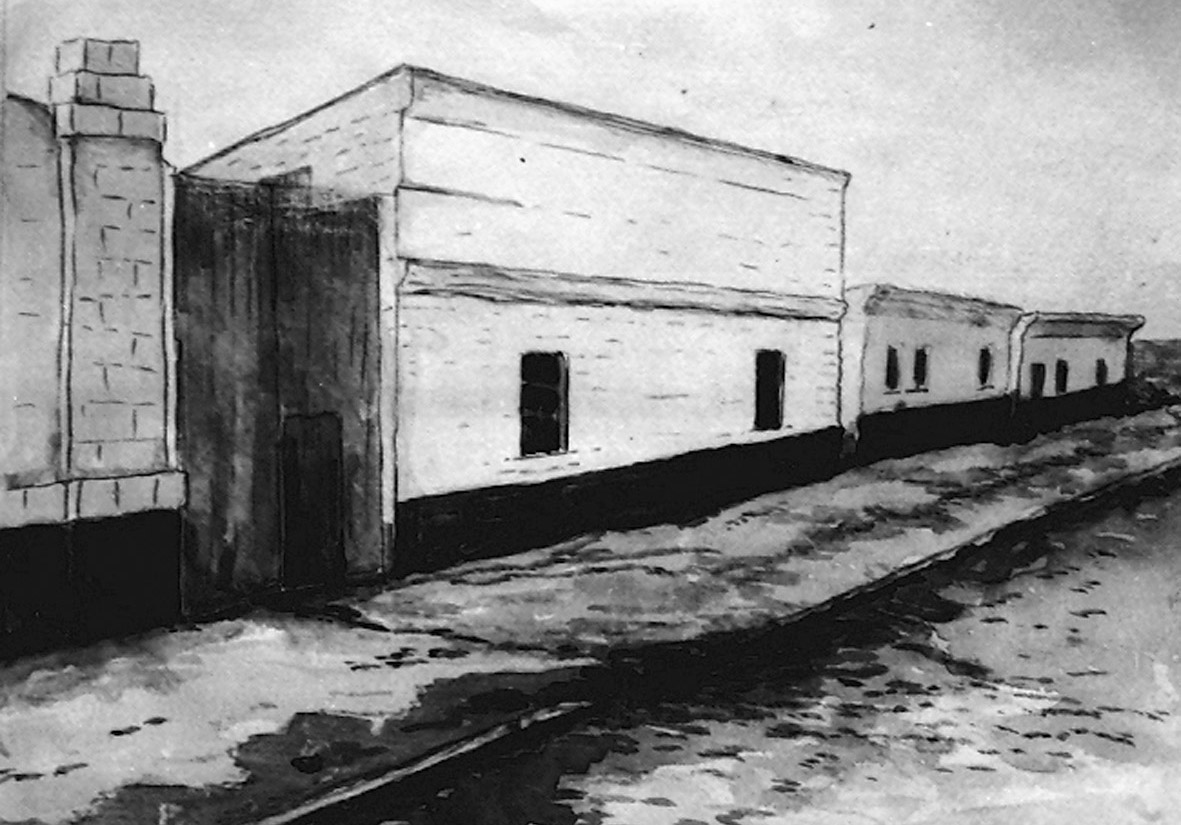
Дім на Слобідці, де проходили перші зібрання християн-баптистів Одеси

Перша церква з упорядкованою структурою утворилася в Одесі у 1884 році із невеликої групи віруючих, в умовах постійних утисків збоку влади царської Росії. Перші зібрання віруючих проходили в невеликій будівлі, розташованій в історичному районі Одеси "Слобідка". З перших днів існування недільні та святкові служіння в церкві супроводжувались співом хору, що складався з десяти осіб.
Після виходу в 1905 році указу про свободу віросповідання завдяки активній благовісницькій діяльності громада розширюється і орендує для проведення богослужінь зал по вул. Херсонській, 11, що вміщує до тисячі осіб. У 1907 році першим пресвітером церкви став відомий у євангельських колах благовісник і богослов Василь Гурович Павлов, який доклав багато зусиль не тільки для її розвитку, але й для проповіді Євангелія та об'єднання всіх віруючих, хрещених за вірою. Та з початком Першої Світової війни під приводом «боротьби з німецьким впливом» євангельсько-баптистські церкви в Одесі були закриті, а активні служителі заслані до Західного Сибіру.
В 1917 році після падіння російського самодержавства, встановлення радянської влади та проголошення відділення церкви від держави церква відновлює активну благовісницьку діяльність і продовжує розширюватись. Але з 1929 року політична ситуація в радянській державі змінюється, й проти євангельських християн починаються утиски і репресії. З 1932 року починаються арешти, розстріли та відправлення у заслання як служителів, так і пересічних членів церкви, а в 1937 році знімаються з реєстрації і закриваються всі євангельські церкви Одеси. Віруючі продовжують нелегальні зібрання невеликими групами по домівках.
Наприкінці 30-х років, а потім і в період румунської окупації Одеси та в перші повоєнні роки віруючі міста отримують дозвіл збиратись у приміщенні лютеранської кірхи. У 1950 році влада переводить громаду Одеської церкви ЄХБ з кірхи до приміщення колишнього цеху з виробництва синьки по вул. Сєрова, 34, яке силами віруючих переобладнується в дім молитви. У перші роки зібрання в новому домі молитви проходили за відсутності пресвітера під керівництвом регента хору і композитора Н.І. Висоцького. В залі, розрахованому на 400 місць, на служіння збиралося 1000-1200 чоловік. В цьому приміщенні церква проводила зібрання аж до розпаду СРСР.
В 1992 році було розпочато будівництво нового дому молитви церкви по вул. Картамишівській, урочисте відкриття якого відбулося у 1996 році (див. Дім молитви Першої Одеської Церкви ЄХБ).

## Сучасне служіння

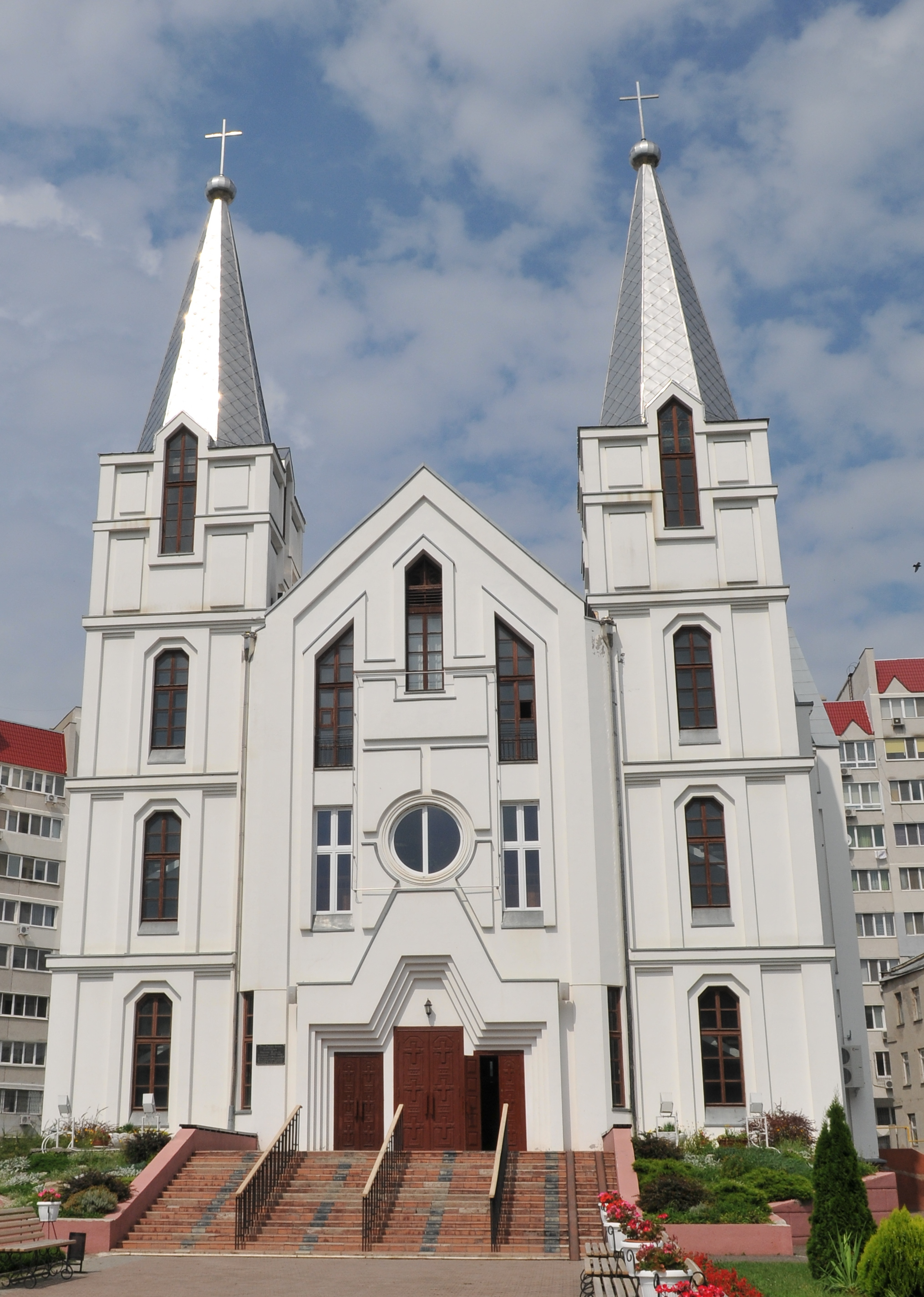
Дім молитви Першої Одеської Церкви ЄХБ

Перша Одеська Церква ЄХБ активно розвиває різні види духовного служіння: проповідницьке, музичне, молитовне, благовісницьке, дитяче та ін.
Церква проводить регулярні служіння за участю як власних проповідників, так і проповідників з інших церков України й світу. На служіннях регулярно проповідують представники діаспори з країн Америки та Європи, а також баптисти різних церков світу, які відвідують Одесу. Здійснюється трансляція служінь на одеських каналах регіонального телевізійного мовлення, на супутниковому каналі "CNL-Україна", а також в прямому ефірі на офіційному сайті церкви. Крім того, на сайтах церкві доступні відеоархіви проповідей та служінь.
Музичне служіння церкви представлено чотирма хорами, кожен з яких включає представників певної вікової категорії:
- дитячий хор;
- перший молодіжний хор;
- другий молодіжний хор «Перлинка»;
- основний хор.

Завдяки зусиллям регентів хору професіоналізм хорового служіння церкви набув визнання не тільки серед євангельських церков, але й на громадських конкурсах музичного мистецтва. Також в церкві періодично проводяться фестивалі хорів церков Одеси і Одеської області, а також різноманітні концерти духовної музики.
Служіння благовістя проводяться як в церкві, так і у різних громадських установах та на вулицях міста. В рамках святкування 130-річчя зародження баптизму в Одесі у 2006 році проводився ряд публічних заходів (дні відкритих дверей, акція «STOP наркотик» вечори християнських фільмів, концерти духовної музики та ін.), на які активно запрошувались мешканці міста . Періодично проводяться відкриті Пасхальні служіння в Одеському палаці спорту. Також організуються виїзні служіння в інші населені пункти області й України. Члени церкви несуть постійне місіонерське служіння в малих церквах Одеської області. Крім того, церква бере активну участь у створенні та становленні нових церков в місті та області.
Під час ранкового недільного служіння проводяться заняття в дитячій недільній школі, які відвідує більше двохсот дітей. Влітку з дітьми та молоддю проводяться табори для духовного виховання та відпочинку.
Молитовне служіння також набуло широкого розвитку та популярності завдяки періодичному проведенню нічних й ранкових молитовних служінь, як молодіжних, так і для всіх членів церкви.

## Уроки ЧистоПисання
«Уроки ЧистоПисання» – медіапроект Першої Одеської Церкви ЄХБ, звернений до нецерковної аудиторії, а також до широких верств віруючих у Христа. Мета – доносити євангелію Ісуса Христа простою та доступною мовою.

### Історія
Проект «Уроки ЧистоПисання» було засновано у 2007 році групою ентузіастів на чолі з Мельником Геннадієм Святославовичем та Митрофановим Андрієм Владиславовичем. Активну участь у проекті взяли пастори Володимир Леонідович Парфененко, Сергій Вікторович Санніков та Володимир Костянтинович Зибкін, який запропонував назву відео програм, що натякає на «Чисте Письмо». Ідея проповіді чистого Письма залишається домінуючою у цьому проекті до сьогодні.
Перша відео програма вийшла в ефір 1 вересня 2008 на одеському телеканалі А1 і з цього часу почала транслюватися 3 рази на тиждень у прайм-тайм. Незабаром повтори програм стали транслюватися ще на трьох каналах регіонального Одеського телебачення: Здоров'я, GTV, GNews.
Щотижневі трансляції тривали безперервно до 2018 року, після чого проект повністю перейшов на YouTube.

### Формат та спрямованість
Головний зміст проекту складають відео проповіді служителів Першої Одеської церкви ЄХБ до 30 хвилин, матеріали християнської тематики, а також короткі відео сюжети (Shorts) з яскравими уривками з проповідей, що запам'ятовуються. Усі програми призначені для тих, хто бажає познайомитись із вченням Святого Письма.
Особливе місце у проекті займає серіал «Духовний словник», який спочатку існував у форматі аудіо. Ідея Духовного словника належить Володимиру Зибкіну, автором та виконавцем є пастор Мирослав Пейтер. Нині вийшло понад 200 сюжетів цього серіалу. Деякі сюжети якого мають понад 1 млн переглядів, а багато – близько 30 тис. лайків.

### Сьогоднішній стан
З 2011 року всі передачі викладаються на YouTube канал «Уроки ЧистоПисання».
На травень 2023 року канал має 60 тис. передплатників.
Пізніше передачі «Уроки ЧистоПисання» почали розміщуватися на Facebook, Instagram, TikTok.
Велика аудиторія глядачів користується відеозаписами через сайт, який функціонує з 2008 року.